# Conophytum auctum
Conophytum auctum là một loài thực vật có hoa trong họ Phiên hạnh. Loài này được Rawe mô tả khoa học đầu tiên.